# Zgrada Austrougarskog poslanstva na Cetinju
Godine 1896. Austrougarsko poslanstvo, uz odobrenje knjaza Nikole, otkupilo je od jednoga privatnika zemljište za podizanje zgrade Poslanstva na Cetinju. Iste godine po projektu arhitekte dr Josipa Sladea u ulici Baja Pivljanina otpočela je izgradnja zgrade Austrijskoga poslanstva i Rimokatoličke kapele u okviru istog.
Zgrada je završena 1899. godine. Građena je od lokalnoga materijala u tesanom kamenu s fasadnim površinama s otvorima i vijencem. Ima prizemlje, sprat i potkrovlje površine oko 800 m2. Krov ima strme strehe kao i krovni vijenac. Unutrašnjost zgrade djeluje monumentalno s prijatnim prostorima i prostornim odjeljenjima, visokim plafonima i preciznom podjelom funkcija. Rađena je s puno konstrukcijskih zidova uzdužnih i poprečnih, što je u zemljotresu 1979. godine uslovilo neznatna oštećenja.
Uz zgradu je podignuta i kapela u romanskome stilu s nekim elementima gotike. Na fasadi iznad ulaza u kapelu nalaze se aplikacije sa skulpturama Bogorodice i anđela. Do podizanja Katoličke crkve na Cetinju ova kapela je služila za potrebe svih katoličkih vjernika i vjernica u gradu. Zgrada ima dvorišni park oivičen ogradom od kamena i željeza s pomoćnim objektima, igralištem, bunarom i skloništem. Do 1914. godine korišćena je za Austrougarsko poslanstvo, a između dva rata u njoj se nalazila Komanda zetske divizije.
U zgradi Austrougarskog poslanstva danas je smješten Fakultet za crnogorski jezik i književnost.

## Literatura
- Božidar Milić, Urbano nasljeđe Crne Gore s posebnim osvrtom na razvoj Cetinja, Podgorica, 2013.

## Spoljašnje veze
- Cetinje moj grad